# Pseudoreligia
Pseudoreligia – pojęcie bliskoznaczne terminowi "antyreligia". Przedrostek "pseudo-" (z gr. "nieprawdziwy") wskazuje brak cech, które pozwalałyby sklasyfikować określone zjawisko jako religię, przy jednoczesnym spełnianiu pewnych kryteriów religii. 
Autorzy katoliccy posługują się terminem "pseudoreligia" w znaczeniu pejoratywnym np. w odniesieniu do ruchu New Age, ezoteryki, różnych form okultyzmu itp. Chcą w ten sposób pokazać, że zjawiska takie są jedynie namiastką prawdziwej religii.
Użycie tego terminu jest uzależnione od przyjęcia określonej definicji słowa "religia". Gdyby religia miała oznaczać jakiekolwiek odniesienie człowieka do sacrum, należałoby odrzucić pojęcie "pseudoreligii". Jeśli jednak w definicji religii uwzględnić takie kryteria jak: doktryna, kult czy wspólnota religijna (czyni tak większość znawców tematu), wówczas rzeczywiście szereg zjawisk nie może być nazywanych religiami w ścisłym znaczeniu.